# Калачёв, Борис Терентьевич
Борис Терентьевич Калачёв (1903—1976) — контр-адмирал Военно-морского флота СССР, участник Великой Отечественной и советско-японской войны.

## Биография

Могила Калачёва на Преображенском кладбище Москвы.

Борис Терентьевич Калачёв родился 4 июля 1903 года в Москве. В 1925 году окончил Кашинский сельскохозяйственный техникум. В 1925—1926 годах проходил службу в Рабоче-Крестьянской Красной Армии. Вторично призван в Красную Армию в декабре 1932 года, служил на командных и партийно-политических должностях в 57-м кавалерийском полку 14-й кавалерийской дивизии. В 1934 году Калачёв окончил военно-морской факультет Военно-политической академии имени В. И. Ленина, после чего служил на партийно-политических должностях в системе военно-морских учебных заведений, был старшим инструктором политотдела специальных учреждений Народного комиссариата военно-морского флота СССР в Ленинграде, военным комиссаром Высшего военно-морского инженерного училища, заместителем по политической части — начальником отделения пропаганды и агитации Военно-морской медицинской академии.
Участвовал в Великой Отечественной войне, был военным комиссаром отдельной курсантской бригады военно-морских учебных заведений, руководил политотделами сначала Озёрного района, затем Ленинградской военно-морской базы, Ладожской военной флотилии. В июне 1942 года Калачёв был отозван в Москву и возглавил морской факультет Военно-политической академии имени В. И. Ленина. С августа 1943 года он служил заместителем по учебно-строевой части начальника Высших военно-политических курсов ВМФ, а с июля 1944 года — начальником политотдела 2-й бригады траления Новороссийской военно-морской базы. Участвовал также в советско-японской войне. В 1947—1949 годах руководил политотделом Тихоокеанского высшего военно-морского училища.
В июне 1950 года Калачёв возглавил политуправление Черноморского флота ВМФ СССР. 27 января 1951 года ему было присвоено воинское звание контр-адмирала. В декабре 1955 года Калачёв был снят с занимаемой должности из-за взрыва линкора «Новороссийск» и в феврале 1956 года уволен в запас. Проживал в Москве. Умер 9 февраля 1976 года, похоронен на Преображенском кладбище Москвы.
Был награждён орденом Ленина, двумя орденами Красного Знамени, орденом Отечественной войны 1-й степени, двумя орденами Красной Звезды, рядом медалей и именным оружием.